# شرک (شخصیت)
شرک (به انگلیسی: Shrek) یک شخصیت خیالی غول است که توسط نویسنده آمریکایی ویلیام استیگ خلق شده است. شرک شخصیت اصلی کتابی به همین نام، مجموعه‌ای از فیلم‌ها توسط دریم‌ورکس انیمیشن، و همچنین یک نمایش موزیکال است. نام «شرک» لاتین‌شده واژه‌ای در زبان ییدیش به شکل שרעק (شرک) یا שרעקלעך (شرِکلِخ) است که با واژه آلمانی Schreck مرتبط بوده و به معنای «ترس» یا «وحشت» است. در فیلم‌ها، شرک با صدای مایک مایرز صحبت می‌کند و در نسخه موزیکال، عمدتاً توسط برایان دارسی جیمز ایفای نقش شده است.
در ۲۱ مه ۲۰۱۰، شرک یک ستاره در پیاده‌روی مشاهیر هالیوود در لس آنجلس دریافت کرد. در ژوئن ۲۰۱۰، انترتینمنت ویکلی او را به عنوان یکی از «۱۰۰ شخصیت برتر ۲۰ سال گذشته» معرفی کرد و در این فهرست، شرک در رتبه پانزدهم قرار گرفت.

## زندگی‌نامه خیالی
شرک یک غول بزرگ، سبزپوست و از لحاظ فیزیکی ترسناک است که با لهجه اسکاتلندی صحبت می‌کند. با این حال، در شرک برای همیشه مشخص می‌شود که او در واقع از بسیاری از غول‌ها کوچکتر است. اگرچه گذشته‌اش تا حدودی مبهم است، اما طبق نمایش موزیکال شرک، فاش می‌شود که در هفتمین سالگرد تولدش، والدینش او را ترک کرده‌اند، زیرا این کار بخشی از سنت غول‌ها بوده است. (در کتاب اصلی نیز والدینش او را از باتلاق‌شان بیرون می‌اندازند.) او در حالی دیده می‌شود که تنها سفر می‌کند و رهگذران یا از او می‌ترسند یا او را مسخره می‌کنند. تنها بار خوشایندی که کسی به او سلام می‌کند، زمانی است که فیونای جوان برایش دست تکان می‌دهد، اما فوراً والدینش او را با خود می‌برند. در کتاب، والدینش او را درون یک گودال تاریک می‌اندازند که به دنیای واقعی راه دارد.
پس از ترساندن یک گروه خشمگین، او به باتلاق خود می‌رسد، وارد یک سرویس بهداشتی می‌شود و در نهایت به عنوان شرک بزرگسال از آن بیرون می‌آید. با اینکه بداخلاق، خطرناک، بدبین، مردم‌ستیز و به‌شدت بدخلق است، اما شرک ذاتاً صلح‌طلب است و تمایلی به آسیب رساندن به کسی ندارد؛ فقط می‌خواهد در تنهایی زندگی کند و کسی مزاحمش نشود. شرک با خر، یک خر پرحرف و پرانرژی همراه است. زمانی که شرک برای نخستین‌بار دیده می‌شود، با غرش خود اهالی روستا را فراری می‌دهد، اما بعداً مشخص می‌شود که مردم فقط به این دلیل به او حمله می‌کنند که او یک غول است، نه به خاطر کار اشتباهی که انجام داده باشد.
در فیلم شرک، طی گفت‌وگویی با خر، شرک با اندوه توضیح می‌دهد که از همان لحظه‌ای که مردم او را می‌بینند، فوراً درباره‌اش قضاوت می‌کنند و به همین دلیل ترجیح می‌دهد تنها باشد («ببین، من که مشکلی ندارم، باشد؟ این دنیاست که با من مشکل دارد. مردم یک نگاه به من می‌اندازند و می‌گویند: آآه! کمک! فرار کنید! یک غول زشت و احمق بزرگ! قبل از اینکه اصلاً من را بشناسند، درباره‌‌ام قضاوت می‌کنند. برای همین است که تنها بودن برایم بهتر است.»). این گفته‌ها نشان می‌دهد که او پس از تلاش‌های ناموفق برای پذیرفته شدن در جامعه، منزوی شده است. یکی دیگر از دلایل طرد شدن او در شرک ۳ فاش می‌شود، جایی که می‌گوید پدرش قصد داشته است او را بخورد («فکر می‌کنم باید از قبل می‌فهمیدم. او مرا در سس باربیکیو می‌شست و با یک سیب در دهانم می‌گذاشت بخوابم!»)
وقتی او متوجه می‌شود که تعدادی از شخصیت‌های افسانه‌ای باتلاقش را تصرف کرده‌اند، تلاش می‌کند آن‌ها را بیرون کند، اما درمی‌یابد که از نظر قانونی نمی‌تواند کاری بکند، چون مالک باتلاق نیست. سپس لرد فارکواد او را استخدام می‌کند تا پرنسس فیونا را نجات دهد، در ازای سند مالکیت باتلاق تا بتواند ساکنان ناخواسته را قانونی بیرون کند. با این حال، در طول مأموریت، شرک به شدت عاشق فیونا می‌شود و در نهایت مراسم ازدواج او با فارکواد را برهم می‌زند (و فارکواد نیز توسط اژدهایی که نگهبان قلعه فیونا بود، خورده می‌شود) و خودش با فیونا ازدواج می‌کند.

شرک به عنوان یک انسان

به عنوان یک غول، شرک از قدرت بدنی قابل‌توجهی برخوردار است؛ او می‌تواند سازه‌های چوبی و فلزی را بشکند، انسان‌های زره‌پوش را در مبارزه شکست دهد و اشیایی را بلند یا جابه‌جا کند که برای انسان‌ها بیش از حد سنگین هستند، از جمله یک دیگ عظیم معجون جادویی در مقابل تدابیر امنیتی حداکثری فرشته نجات در شرک ۲.
در مهمانی رقص و کارائوکه در باتلاق شرک، او ترانه‌ «همان‌طور که هستی» را می‌خواند. در آیدل سرزمین خیلی خیلی دور نیز با فیونا «آنچه دربارهٔ تو دوست دارم» از رمانیتک‌ها را اجرا می‌کند. شرک به‌دلیل اینکه مردم او را یک غول زشت و بدذات می‌دانند، در معاشرت با دیگران مشکل دارد، با اینکه ظاهرش تا حد زیادی شبیه انسان است و تنها تفاوت‌هایی ظاهری دارد. گفته می‌شود که او دچار اضطراب اجتماعی است.
با این حال، از شرک ۳ به بعد، شرک دست‌کم در سرزمین خیلی خیلی دور به یک شخصیت محبوب و شناخته‌شده تبدیل می‌شود. در فیلم چهارم، مردم بالاخره متوجه می‌شوند که شرک خطرناک نیست و ترس و پیش‌داوری نسبت به او را کنار می‌گذارند. اما به ناخرسندی شرک، آن‌ها او را یک قهرمان عامی می‌پندارند و حتی بیش از قبل به دیدنش می‌آیند و آرامش او را برهم می‌زنند. با این وجود، شرک پس از رویدادهای این فیلم، بیش از همیشه قدر زندگی‌اش را می‌داند.

## توسعه شخصیت برای فیلم
زمانی که استیون اسپیلبرگ در سال ۱۹۹۱ حقوق کتاب را خرید، قصد داشت بیل مری نقش شرک را بازی کند. نیکلاس کیج نیز در مقطعی برای این نقش پیشنهاد شد، اما آن را رد کرد. در سال ۱۹۹۶، دریم‌ورکس کریس فارلی را برای صداپیشگی شرک استخدام کرد.
فارلی حدود ۸۰ تا ۹۰٪ از دیالوگ‌های این شخصیت را ضبط کرده بود، اما در دسامبر ۱۹۹۷، پیش از تکمیل پروژه، درگذشت. این اتفاق باعث شد بخش‌هایی از روند ساخت فیلم، مانند طراحی استوری‌بردها و جلسات ضبط، کنار گذاشته شوند که هزینه این بخش‌ها بالغ بر ۳۴ میلیون دلار بود. تری روسیو، فیلم‌نامه‌نویس شرک، اجرای صوتی فارلی را «فوق‌العاده» توصیف کرده است. در اوت ۲۰۱۵، ویدئویی از صداپیشگی این شخصیت توسط فارلی که مربوط به سال ۱۹۹۷ بود، به‌صورت غیررسمی در اینترنت منتشر شد.
در اوت ۱۹۹۸، دریم‌ورکس نقش شرک را به مایک مایرز سپرد که اصرار داشت فیلم‌نامه به‌طور کامل بازنویسی شود تا هیچ اثری از نسخه‌ فارلی شرک باقی نماند. او دلیل علاقه‌اش به صداپیشگی این شخصیت را خاطراتی از دوران کودکی‌اش عنوان کرده بود، زمانی که مادرش برای او قصه‌های افسانه‌ای را اجرا می‌کرد:
مادرم مرا به کتابخانه‌ای در تورنتو می‌برد تا کتاب‌های افسانه‌ای را قرض بگیریم. او بازیگر بود، بنابراین نقش‌های مختلف این قصه‌ها را برایم بازی می‌کرد. بعد هم چیزهایی را تغییر می‌داد. مثلاً چون اهل لیورپول بود، ببار فیل نیز اهل لیورپول می‌شد. من کلی خاطره و حس خوب از آن قصه‌ها دارم. با خودم گفتم وقتی بچه داشته باشم، دلم می‌خواهد آن‌ها را به تماشای چنین داستان‌های بامزه و سرگرم‌کننده‌ای ببرم. این تجربه برای من فوق‌العاده بود و فکر می‌کنم شرک واقعاً یک اثر کلاسیک و افسانه‌ای است.
در فوریه ۲۰۰۰، پس از آن‌که مایک مایرز صداپیشگی شخصیت را به‌پایان رساند و نسخه‌ای خام از فیلم آماده شد، او درخواست کرد که تمام دیالوگ‌های خود را با لهجه اسکاتلندی بازضبط کند، لهجه‌ای مشابه آنچه مادرش هنگام تعریف قصه‌های شبانه برای او استفاده می‌کرد، و همچنین در فیلم‌های قبلی‌اش مانند این طور شد که با قاتل تبربه‌دست ازدواج کردم (۱۹۹۳) و آستین پاورز: جاسوسی که مرا تکان داد (۱۹۹۹) به کار برده بود.
مایرز دربارهٔ این تصمیم گفت: «در شرک نوعی تقابل طبقاتی بین پادشاه‌ها و ملکه‌های قصه‌های پریان با مردم عادی وجود دارد. من همیشه فکر می‌کردم که شرک در یک طبقه کارگر بزرگ شده است. از طرفی، چون لرد فارکواد (شخصیت شرور) با لهجه بریتانیایی صحبت می‌کرد، من اسکاتلندی را انتخاب کردم». پس از شنیدن نسخه جدید، جفری کاتزنبرگ پذیرفت که صحنه‌هایی از فیلم دوباره‌سازی شوند و گفت: «آن‌قدر خوب بود که چهار میلیون دلار پویانمایی را کنار گذاشتیم و از نو ساختیم.»
مایرز بعدها گفت: «نامه‌ای از اسپیلبرگ گرفتم که از من بابت توجه و تعهد نسبت به این شخصیت تشکر کرده بود... او نوشت که لهجه اسکاتلندی باعث بهتر شدن فیلم شده است.» برخی طراحی‌های اولیه از خانه شرک در سال‌های ۱۹۹۶ و ۱۹۹۷ با استفاده از فتوشاپ تهیه شده بودند و در آن‌ها نشان داده می‌شد که شرک ابتدا در یک زباله‌دانی نزدیک روستایی انسانی به نام وات کریک زندگی می‌کرد. در مقطعی، او با پدر و مادرش زندگی می‌کرد و در اتاق‌اش ماهی گندیده نگه می‌داشت. داگلاس راجرز، مدیر هنری پروژه، برای الهام گرفتن در طراحی باتلاق شرک، از یک مزرعه ماگنولیا در چارلستون، کارولینای جنوبی بازدید کرد.

## بازخورد و دیگر حضورهای رسانه‌ای
شرک در نسخه موزیکال نمایشی فیلم سال ۲۰۰۱ نیز ظاهر شد که در سال ۲۰۰۸ برای اولین‌بار به روی صحنه رفت. نقش شرک را نخستین بار بازیگر برادوی، برایان دارسی جیمز ایفا کرد که برای آن نامزد دریافت جایزه تونی شد. این شخصیت در این موزیکال تقریباً بدون تغییر باقی مانده، همان‌طور که داستان اصلی نیز حفظ شده است. با این حال، برخی جزئیات فرعی میان نسخه موزیکال و فیلم متفاوت‌اند. از دیگر بازیگرانی که این نقش را اجرا کرده‌اند عبارت‌اند از: بن کرافورد (برادوی)، اریک پیترسن (تور ملی)، جیکوب مینگ-ترنت (جانشین در برادوی، برایان گونزالس (جانشین در برادوی/تور ملی)، دیوید فولی جونیور (جانشین در تور ملی)، برادلی جیدن (جانشین در وست اند) و از سال ۲۰۱۱ به بعد، نایجل لینزی (وست اند).
در ۲۱ مه ۲۰۱۰، شرک یک ستاره در پیاده‌روی مشاهیر هالیوود در لس آنجلس دریافت کرد.
در بازی‌های ویدئویی، شرک به‌عنوان شخصیتی قابل باز شدن در زیرزمین تونی هاوک ۲ حضور دارد و همچنین در بازی‌های ماداگاسکار کارتز و دریم‌ورکس سوپر استار کارتز به‌عنوان شخصیت قابل بازی ظاهر شده است.
مایرز دوباره نقش شرک را در یک حضور کوتاه در مینی‌سریال پنج‌گانه محصول نتفلیکس تکرار کرد.

### میم‌های اینترنتی
در رسانه‌های اجتماعی، شرک به‌شکل‌های گوناگونی در قالب میم‌های اینترنتی به تصویر کشیده شده است. محبوبیت شرک در این فضا تا حد زیادی به وجود «شرک‌چان» بازمی‌گردد؛ یک انجمن تصویری که بین سال‌های ۲۰۱۲ تا ۲۰۱۴ فعال بود. طرفداران شرک در این انجمن به نام «بروگرها» شناخته می‌شدند؛ واژه‌ای که ترکیبی طنزآمیز از «برونی‌ها» که به اعضای فندوم پونی کوچولوی من اشاره دارد، بود. میم‌های آن معمولاً محتوایی شوکه‌کننده داشتند و شامل مضامینی چون آمیزش جنسی، مواد مخدر و خشونت می‌شدند. بدنام‌ترین این میم‌ها، «شرک عشق است، شرک زندگی است» بود که با استفاده از سورس فیلم‌میکر ساخته شده بود که در آن شرک در حال آمیزش جنسی مقعدی با پسربچه‌ای به تصویر کشیده می‌شود که او را می‌پرستد. دیوید سیمز، نویسنده‌ آتلانتیک، این پدیده را با فرنچایز اصلی شرک مقایسه کرده و گفته است: «این نماد بسیاری از چیزهایی است که زمانی کوتاه دوست‌شان داشتیم، اما خیلی زود به بی‌معنایی‌شان پی بردیم.»
آهنگ «آل استار» از اسماش ماوث، که در آغاز اولین فیلم شرک پخش می‌شود، نیز به یکی از میم‌های اینترنتی تبدیل شد.